# Viễn chí trắng
Viễn chí trắng hay còn gọi kích nhũ trắng (danh pháp khoa học: Polygala karensium) là một loài thực vật có hoa trong họ Polygalaceae. Loài này được Kurz miêu tả khoa học đầu tiên năm 1872.